# 魔幻仙踪
《魔幻仙踪》是中国大陆拍摄的一部动画片，由魏星、王星峰、叶敏执导，该作品讲述了明慧仙子的女儿海婴身边发生的事情。
该作于2014年推出了其动画电影，获得了2千万票房。

## 剧情
明慧仙子的女儿海婴隐居在一个小渔村，原本她是一个温柔无忧无虑的人，后来在与邪恶魔法师的较量下，逐渐成长为一个坚强的女孩，并在之后回到了母亲的身边。

## 電視原聲
| 曲序 | 曲目 |        | 作曲   | 演唱 |
| ---- | ---- | ------ | ------ | ---- |
| 1.   | 无题 | 沈顺荣 | 张宏光 | 庞龙 |

| 曲序 | 曲目         |        | 作曲   | 演唱 |
| ---- | ------------ | ------ | ------ | ---- |
| 1.   | 梦之谷梦悠悠 | 沈顺荣 | 张宏光 | 谭晶 |

## 所获奖项
- 2006年
  - 在第二届中国国际动漫节“美猴奖”中获得系列动画片奖。
  - 2006年度浙江省文化精品工程扶持项目中获得优秀动画作品奖。
- 2007年
  - 该作获得广电总局推荐2007年度第四批优秀国产动画片奖
- 2008年
  - 该作在美国加利福尼亚The Accolade电影、电视奖中获得最佳动画奖。
  - 该作在浙江省新闻出版局嘉奖的优秀出版物中，获得优秀音像制品奖。
- 2009年
  - 该作在2008年国产原创电视动画片及国产动画创作人才扶持项目中获得国产电视动画系列片（中篇）扶持项目三等奖
- 2010年
  - 该作获得文化部2010年第一批通过认定的重点动漫产品
- 2017年
  - 该作获得第12届加拿大中国电影节中最佳动漫电视剧奖。

## 外部連結
- 豆瓣电影上《魔幻仙踪》的資料 （简体中文）